# آنتیگونوس دوم
آنتیگونوس دوم ماتاتیاس (به یونانی: Αντίγονος Antígonos) (به عبری: מַתִּתְיָהוּ‎) همچنین معروف به آنتیگونوس هامونی (درگذشت ۳۷ پیش از میلاد) آخرین پادشاه حشمونیان یهودیه بود. یک پادشاه دست نشانده که توسط اشکانیان گمارده شده بود،  او پسر اریستوبولوس دوم پادشاه یهودیه بود. در سال ۳۷ پیش از میلاد، هرود او را پس از سلطنت سه ساله آنتیگونوس که در طی آن مبارزه شدید یهودیان برای استقلال علیه رومیان را رهبری می‌کرد، برای اعدام به رومیان سپرد.